# Будбергите, Раса
Раса Будбергите (лит. Rasa Budbergytė) — литовский государственный деятель, министр финансов (2016), депутат Сейма.
Родилась 8 мая 1960 года в Плунге. Училась в средней школе там же (1967-1971) и в Пренае, куда переехали её родители.
В 1983 году окончила с отличием юридический факультет Вильнюсского университета, специализация — гражданское право.
С 1983 по 1990 год член Коммунистической партии Литвы.
Послужной список:
- август 1983 — февраль 1985 начальник Главного управления Мариямпольского горисполкома,
- февраль 1985 — март 1992 старший консультант отдела законопроектов, главный инспектор отдела по делам инвалидов Министерства социального обеспечения Литовской Республики,
- март 1992 — апрель 1993 — советник Департамента права и договоров Министерства международных экономических связей Литовской Республики;
- 1993—1995 помощник Премьер-министра;
- 1995—1997 юрисконсульт текстильной компании «Лилия»;
- 1997—1998 начальник секретариата министерства юстиции;
- 1998—2000 заместитель министра юстиции;
- 2000—2001 доцент кафедры семейного права и гражданского процесса Юридического университета Литвы;
- 2001—2002 заместитель начальника секретариата МВД;
- 2002—2005 начальник секретариата МВД.

С 1997 по 2005 год по совместительству доцент кафедры трудового права Вильнюсского университета. В 1998—2002 гг. член правления государственной компании «Валстибес турто фондас».
С 4 февраля 2005 по 15 апреля 2010 года председатель Службы госконтроля (Счётной палаты), одновременно в 2008—2010 гг. вице-президент Счётной палаты Евросоюза. В 2010—2016 гг. представитель Литвы в Европейской счетной палате.
С 20 июня по 13 декабря 2016 года министр финансов Литовской Республики.
С 2015 года член, с 2016 года заместитель председателя Социал-демократической партии. В 2016 году по её списку избрана депутатом Сейма, заместитель председателя комиссии по европейским делам и комитета по аудиту. С 14 ноября 2023 года председатель парламентской фракции.
Награждена Большим крестом ордена Гедиминаса (2009).
Семья: муж, сын.